# Rychlobruslení na Zimních olympijských hrách 2014 – stíhací závod družstev ženy
Stíhací závod družstev žen na Zimních olympijských hrách 2014 se konal v hale Adler-Arena ve dnech 21. a 22. února 2014. České závodnice se jej nezúčastnily.

## Výsledky

### Čtvrtfinále
Vítězné týmy z každé jízdy postoupily do dvou semifinálových jízd, ostatní družstva postoupila do finálových jízd o páté až osmé místo.
| Pořadí        | Země                   | Jméno                                                              | Čas     | Ztráta | Postup       |
| ------------- | ---------------------- | ------------------------------------------------------------------ | ------- | ------ | ------------ |
| Čtvrtfinále 1 |                        |                                                                    |         |        |              |
| 1.            | Rusko                  | Olga Grafová Jekatěrina Lobyševová Julija Skokovová                | 3:01,53 | 0,00   | Semifinále 1 |
| 2.            | Kanada                 | Kali Christová Christine Nesbittová Brittany Schusslerová          | 3:02,06 | +0,53  | Finále C     |
| Čtvrtfinále 2 |                        |                                                                    |         |        |              |
| 1.            | Polsko                 | Katarzyna Bachledová-Curuśová Natalia Czerwonková Luiza Złotkowská | 3:02,12 | 0,00   | Semifinále 1 |
| 2.            | Norsko                 | Hege Bøkková Mari Hemmerová Ida Njåtunová                          | 3:05,13 | +3,01  | Finále D     |
| Čtvrtfinále 3 |                        |                                                                    |         |        |              |
| 1.            | Japonsko               | Misaki Ošigiriová Maki Tabataová Nana Takagiová                    | 3:03,99 | 0,00   | Semifinále 2 |
| 2.            | Jižní Korea            | Kim Po-rum No Son-jong Jang Sin-jong                               | 3:05,28 | +1,29  | Finále D     |
| Čtvrtfinále 4 |                        |                                                                    |         |        |              |
| 1.            | Nizozemsko             | Jorien ter Morsová Lotte van Beeková Ireen Wüstová                 | 2:58,61 | 0,00   | Semifinále 2 |
| 2.            | Spojené státy americké | Brittany Boweová Heather Richardsonová Jilleanne Rookardová        | 3:02,21 | +3,60  | Finále C     |

### Semifinále
Vítězné týmy obou jízd postoupily do finále o zlatou medaili, poražená družstva postoupila do finále o bronz.
| Pořadí       | Země       | Jméno                                                              | Čas     | Ztráta | Postup   |
| ------------ | ---------- | ------------------------------------------------------------------ | ------- | ------ | -------- |
| Semifinále 1 |            |                                                                    |         |        |          |
| 1.           | Polsko     | Katarzyna Bachledová-Curuśová Natalia Czerwonková Luiza Złotkowská | 3:00,60 | 0,00   | Finále A |
| 2.           | Rusko      | Olga Grafová Jekatěrina Šichovová Julija Skokovová                 | 3:02,09 | +1,49  | Finále B |
| Semifinále 2 |            |                                                                    |         |        |          |
| 1.           | Nizozemsko | Marrit Leenstraová Jorien ter Morsová Ireen Wüstová                | 2:58,43 | 0,00   | Finále A |
| 2.           | Japonsko   | Ajaka Kikučiová Misaki Ošigiriová Nana Takagiová                   | 3:10,19 | +11,76 | Finále B |

### Finále
| Pořadí           | Země                   | Jméno                                                               | Čas          | Ztráta |
| ---------------- | ---------------------- | ------------------------------------------------------------------- | ------------ | ------ |
| Finále A         |                        |                                                                     |              |        |
| Zlatá medaile    | Nizozemsko             | Marrit Leenstraová Jorien ter Morsová Ireen Wüstová                 | 2:58,05 (OR) | 0,00   |
| Stříbrná medaile | Polsko                 | Katarzyna Bachledová-Curuśová Katarzyna Woźniaková Luiza Złotkowská | 3:05,55      | +7,50  |
| Finále B         |                        |                                                                     |              |        |
| Bronzová medaile | Rusko                  | Olga Grafová Jekatěrina Lobyševová Julija Skokovová                 | 2:59,73      | 0,00   |
| 4.               | Japonsko               | Misaki Ošigiriová Maki Tabataová Nana Takagiová                     | 3:02,57      | +2,84  |
| Finále C         |                        |                                                                     |              |        |
| 5.               | Kanada                 | Ivanie Blondinová Kali Christová Brittany Schusslerová              | 3:02,04      | 0,00   |
| 6.               | Spojené státy americké | Brittany Boweová Heather Richardsonová Jilleanne Rookardová         | 3:03,77      | +1,73  |
| Finále D         |                        |                                                                     |              |        |
| 7.               | Norsko                 | Hege Bøkková Camilla Farestveitová Ida Njåtunová                    | 3:08,35      | 0,00   |
| 8.               | Jižní Korea            | Kim Po-rum No Son-jong Jang Sin-jong                                | 3:11,54      | +3,19  |